# اس‌کیوال لایت
اس‌کیوال لایت یا سی‌کوئل لایت (به انگلیسی: SQLite) یک سامانه مدیریت پایگاه داده رابطه‌ای کم حجم (در حدود 500 کیلوبایت) که به زبان سی در قالب یک کتابخانه نوشته شده است و یک پایگاه داده‌های رابطه‌ای به حساب می‌آید. کد اس‌کیوال لایت در مالکیت عمومی است. از ویژگی‌های اس‌کیوال لایت آن است که پایگاه داده‌ای متشکل از یک پرونده، با حجم کم و عدم وابستگی به سیستم‌عامل، دارای محیط مدیریتی خوب که تمامی امکانات آن را پوشش می‌دهد در اختیار کاربر می‌گذارد. با این حال اس‌کیوال لایت از تمامی امکانات اس‌کیوال پشتیبانی نمی‌کند. برخلاف انواع دیگر پایگاه داده، اس‌کیوال لایت یک پروسه جداگانه نیست که توسط برنامهٔ اصلی فراخوانی شود، بلکه جزئی از خود برنامهٔ اصلی است.
اس‌کیوال لایت اجازه خوانده شدن هم‌زمان چند قسمت از پایگاه داده را می‌دهد اما نوشتن در پایگاه داده به طور هم‌زمان ممکن نیست. مرورگرهای وب به طور متداول از اس‌کیوال لایت برای ذخیره تاریخچهٔ بازدید وب استفاده می‌کنند. با توجه به کاربرد وسیع آن در مرورگرهای وب، سیستم‌های عامل و غیره، گمان می‌رود که اس‌کیوال لایت پرکاربردترین پایگاه داده موجود باشد.

## طرح
بر خلاف پایگاه‌های داده مستقل نظیر مای‌اس‌کیوال یا سرور اس‌کیوال مایکروسافت، اس‌کیوال لایت هیچ فرایند مستقلی را روی پردازنده اجرا نمی‌کند، بلکه کتابخانهٔ اس‌کیوال لایت به برنامهٔ اصلی پیوند می‌شود و با اجرای برنامهٔ اصلی، اس‌کیوال لایت هم اجرا می‌گردد. برنامهٔ اصلی برای دسترسی به اطلاعات پایگاه داده یا تغییر آن‌ها از رویه‌های موجود در کتابخانهٔ اس‌کیوال لایت بهره می‌برد و این طراحی باعث کاهش تأخیر در دسترسی به اطلاعات (در مقایسه با استفاده از پایگاه داده‌های مستقل) می‌گردد. به منظور حفظ یکپارچگی اطلاعات ذخیره شده در پروندهٔ اس‌کیوال لایت، این پرونده در زمان نوشتن قفل می‌شود.

## تاریخچه
دکتر ریچارد هیپ اس‌کیوال لایت را در سال ۲۰۰۰ در زمانی که از طریق جنرال داینامیکس با نیروی دریایی ایالات متحده آمریکا کار می‌کرد طراحی کرد. او در آن زمان مشغول کار روی برنامه‌های مربوط به ناوشکن‌هایی بود که به موشک‌های هدایت‌شونده مجهز بودند و تا آن زمان از پایگاه داده آی‌بی‌ام اینفورمیکس (به انگلیسی: IBM Informix) استفاده می‌کردند. هدف از ساخت اس‌کیوال لایت این بود که این برنامه‌ها بتوانند بدون نصب یا مدیریت پایگاه داده مستقل اجرا شوند. نسخهٔ اول نرم‌افزار در اوت ۲۰۰۰ انتشار یافت. در نسخهٔ ۲٫۰ ساختار داخلی اس‌کیوال لایت تغییر یافت و از یک درخت بی در آن استفاده گردید. در نسخه ۳٫۰ که قسمتی از هزینه‌هایش توسط ای‌اوال تأمین شد، پشتیبانی چندزبانی و چند تغییر بزرگ دیگر در اس‌کیوال لایت رخ داد.

## توسعه
تغییرات اس‌کیوال لایت در یک سامانهٔ کنترل نسخه‌ها به نام فسیل ذخیره می‌شود که خود مبتنی بر یک پایگاه داده اس‌کیوال لایت است.

## کاربرد
موزیلا فایرفاکس و موزیلا تاندربرد انواع مختلفی از تنظیمات (نظیر چوب‌الف‌ها، کوکی‌ها، تاریخچهٔ بازدید وب و غیره) را در یک پایگاه دادهٔ اس‌کیوال لایت ذخیره می‌کنند. اسکایپ هم از پایگاه داده اس‌کیوال لایت بهره می‌برد. ادوبی از اس‌کیوال لایت در برنامه‌های مختلف از جمله ادوبی ریدر و ادوبی ایر بهره می‌گیرد. دراپ‌باکس نیز از اس‌کیوال لایت در نرم‌افزار سمت کلاینت خود استفاده می‌کند.
با توجه به حجم کم و عملکرد بالا، اس‌کیوال لایت در بسیاری از سیستم‌های عامل از جمله iOS اپل، سیمبیان، اندروید گوگل، می‌گو بنیاد لینوکس و وب‌اواس پالم به کار رفته است.